# Patonyi László (pap)
Patonyi László (1718. – Debrecen, 1758. szeptember 10.) piarista áldozópap.

## Élete
Nemes szülők gyermeke; 1740-ben lépett a rendbe; előbb az alsó osztályokban tanított, azután négy évig a retorikában, végül a bölcseletet és teológiát adta elő; a nyitrai nemesi konviktus kormányzója, végül rektor és lelki atya volt Debrecenben.

## Munkái
- Oratio de laudibus Josephi Clasanctii. Pestinii, 1751
- Propositiones ex Universa Philosophia selectae, quas sub gratiosissimis auspiciis rev. dni abbatis, dni Augustini Lécs, ord. scti Benedicti in Tihon... publice propugnandas suscepit M. Christianus (Petrik)... Praeside R. P. Ladislao (Patonyi). Magno-Karolini, 1753